# John Kagwe
John Kagwe (condado de Nyandarua, Kenia, 9 de enero de 1969) es un deportista keniano retirado, especialista en carreras de fondo. Ganó en dos ocasiones consecutivas la maratón de Nueva York, en las ediciones de 1997 y 1998, con un tiempo de 2:08:12 y 2:08:45, respectivamente.